# 杰尔洛道梅尔
杰尔洛道梅尔（匈牙利語：Győrladamér）是匈牙利杰尔-莫雄-肖普朗州所辖的一个村。总面积8.60平方公里，总人口1568，人口密度182.3人/平方公里（2011年1月1日）。